# Christopher Showerman
Christopher Showerman (né le 24 juin 1971 à Jackson, dans le Michigan, aux États-Unis)  est un acteur américain.

## Filmographie

### Cinéma
- 2003 : George de la jungle 2 de David Grossman : George
- 2009 : The Land That Time Forgot de C. Thomas Howell
- 2015 : Alerte enlèvement (Cyber Case) de Steven R. Monroe : Agent Willis
- 2016 : Smoke Filled Lungs d'Asif Akbar

### Séries télévisées
- 2006 : Les Experts : Miami : Pete Nealy (saison 4, épisode 19)
- 2016 : Supergirl : Tor (saison 1)
- 2017 : Marvel : Les Agents du SHIELD : Agent Moore (saison 4, épisode 18)